# Episodi di Provaci ancora prof! (terza stagione)

Il logo della terza stagione

La terza stagione della serie televisiva Provaci ancora prof andò in onda in prima visione su Rai Uno dal 18 settembre 2008 al 6 novembre 2008.
| nº | Titolo                   | Prima TV Italia   |
| -- | ------------------------ | ----------------- |
| 1  | Due americane a Roma     | 18 settembre 2008 |
| 2  | Doppio imprevisto        | 25 settembre 2008 |
| 3  | La terza vittima         | 2 ottobre 2008    |
| 4  | Black light              | 9 ottobre 2008    |
| 5  | La signora dei cuoricini | 16 ottobre 2008   |
| 6  | Una sera troppo fredda   | 23 ottobre 2008   |
| 7  | Per un pugno di mosche   | 30 ottobre 2008   |
| 8  | La prof della prof       | 6 novembre 2008   |

Fanno parte del cast fisso Veronica Pivetti (Camilla Baudino), Enzo Decaro (Renzo Ferrero), Paolo Conticini (Gaetano Berardi), Ilaria Occhini (Andreina), Pino Ammendola (Torre), Paolo Macedonio (Piccolo), Ilaria Spada (Michela Ferrari), Claudio Bigagli (preside Mazzeo), Milena Mancini (Roberta), Ludovica Gargari (Livietta), Federico Russo (Nino), Loredana Cannata (Susanna "Susy" Moretti), Raffaello Balzo (Filippo Del Giudice), Gegia (Melina), Graziella Polesinanti (Rosetta), Ubaldo Lo Presti (medico legale), Domenico Fortunato (Passerelli).
Altri crediti della serie sono: fotografia di Giuseppe Venditti, montaggio di Mauro Menicocci, musiche di Pino Donaggio, scenografia di Stefano Pica, costumi di Ilaria Albanese. Prodotto da Paolo Bassetti e Massimo Del Frate, produttori Rai Carla Capotondi e Francesca Tura, produttore esecutivo Giannandrea Pecorelli. Casa di produzione Rai Fiction ed Endemol Italia. La serie, ideata da Dido Castelli, è liberamente ispirata ai romanzi di Margherita Oggero editi da Arnoldo Mondadori Editore.

## Due americane a Roma
- Diretto da: Rossella Izzo
- Scritto da: Dido Castelli, Margherita Oggero e Cecilia Calvi

### Trama
La narrazione riprende due anni dopo la conclusione della seconda stagione. Camilla riceve con un anno di ritardo una cartolina inviatale da Gaetano Berardi da Praga; nel frattempo, il commissario di polizia è ritornato a Roma dove lavorerà di nuovo con i colleghi fidati Torre, Ferrari e Piccolo. Camilla ha una nuova collega, l'insegnante di storia dell'arte Susanna Moretti, soprannominata Susy. Oggi Camilla e Susy portano una delle loro classi a fare una visita al Teatro Marcello; lì Gigi Aiello, un allievo di Camilla, fa conoscere ai suoi compagni il fratello Renato, un aspirante attore che lavora come centurione. Proprio nello storico teatro romano, un altro centurione di nome Nando, amico di Renato e Gigi, trova il cadavere di Holly Moore, una benestante ragazza americana, che ha sbattuto la testa sullo spigolo di una colonna di marmo ed è morta sul colpo. Berardi quindi conduce la prima indagine con la sua squadra di Roma dopo il periodo trascorso a Praga. Sul luogo del delitto Camilla e Gaetano si incontrano di nuovo. Dopo due anni sono cambiate tante cose: Andreina, la mamma di Camilla, si è sposata con Amedeo e si è trasferita da lui in campagna; Renzo ha preso in comodato d'uso l'appartamento lasciato vuoto da Andreina e l'ha trasformato nel proprio studio di architettura, in cui lavora incessantemente con due giovani assistenti per prepararsi a un importante concorso pubblico; Livietta, figlia di Renzo e Camilla chiede insistentemente un nuovo animale per fare compagnia al cane Potti; ma la cosa più sorprendente è che Gaetano sta per sposarsi con la fidanzata Roberta Marsili, una benestante giornalista conosciuta a Praga, la quale insiste per organizzare il ricevimento di nozze al lussuosissimo hotel Bisanzio, nel centro di Roma, che per l'appunto è anche l'alloggio di Holly Moore e della sorella Meg. 
Le indagini proseguono con il riconoscimento della vittima da parte della sorella, che dichiara di aver litigato con Holly la mattina precedente l'omicidio in merito a quale attività svolgere in quella giornata e che a seguito della lite le due avevano passato la giornata separate. Si cerca così di ricostruire l'ultima giornata di vita della giovane donna, e il motivo dell'omicidio sembra essere quello di un tentativo di rapina finito male, perché risultano spariti dei gioielli di proprietà della vittima. Il principale sospettato è proprio Renato Aiello: il ragazzo aveva ricevuto in dono dalla vittima un anello come ringraziamento per averla salvata da uno scippatore, ma la polizia è convinta che Renato abbia ucciso Holly dopo aver tentato di rapinarla, specialmente dopo che durante una perquisizione a casa di Renato viene trovato uno dei diamanti che Holly portava sempre con sé (in realtà i diamanti le erano stati rubati dopo l'omicidio da Nando e poi consegnati a Renato). La prima svolta nelle indagini arriva la sera in cui Gaetano e Camilla incontrano all'hotel Bisanzio (dove Roberta aveva invitato cena la prof per intervistarla sul bullismo nelle scuole) Lucio Marinetti, un architetto romano concorrente di Renzo nella gara pubblica e soprattutto ex-compagno di studi universitari di Meg Moore, sorella di Holly, e questo porta la polizia a indagare anche sulla vita privata della vittima. Il centurione Nando, messo alle strette dalla polizia dopo aver ammesso il furto e la ricettazione dei diamanti, dichiara di aver visto, la sera del delitto, un bacio appassionato fra Holly e Marinetti, il quale viene trovato morto caduto da un dirupo la mattina successiva all’interrogatorio del centurione. A quel punto, i sospetti ricadono su Meg, che viene arrestata poco prima di lasciare Roma e che in lacrime confessa tutto quello che è avvenuto. Lei ai tempi dell'università era fidanzata e prossima alle nozze con Marinetti, il quale però l'aveva tradita proprio con Holly e infine era tornato in Italia; durante il soggiorno a Roma, Holly aveva rivisto Lucio, il quale le aveva mandato un mazzo di fiori e dato appuntamento per la sera dell'omicidio: Meg, vedendo il mazzo di fiori, aveva chiesto spiegazioni alla sorella ed era stata quella la vera causa della lite fra le due. Dopo essere rimasta in camera tutto il giorno, Meg aveva deciso di pedinare i due amanti, e aveva finito per uccidere Holly in un impeto di rabbia: Marinetti aveva visto dalla propria automobile le due sorelle litigare, e aveva successivamente estorto a Meg l'ammissione di colpa dell'omicidio. A quel punto Meg, per evitare di essere denunciata, aveva deciso di eliminare anche l'ex fidanzato. L'episodio si conclude con il completo proscioglimento di Renato e l'arrivo in casa di Camilla di un nuovo animale domestico regalato a Livietta da parte di Andreina: un merlo indiano, che viene chiamato Zuccotto.
- Altri interpreti: Gianluca Di Gennaro (Gigi Aiello), Justine Mattera (Holly Moore), Pino Quartullo (Nando), Carmine Recano (Renato Aiello), Pia Velsi (nonna degli Aiello), Tara Lisa Haggiag (Meg Moore), Mario Cordova (architetto Lucio Marinetti), Massimiliano Pazzaglia (ristoratore), Giovanni Caravaglio, Giuseppe Russo, Maria Rita Cardella, Raimondo Todaro (Alex Martinelli), Emanuele Ajello (Ivan)
- Ascolti Italia: telespettatori 5 043 000 – share 21,85%[1]
- Nel primo episodio della quinta stagione c'è un chiaro riferimento al caso di omicidio di questo episodio, visibile in un ritaglio di giornale che Camilla aveva conservato e utilizzato a mo' di segnalibro.

## Doppio imprevisto
- Diretto da: Rossella Izzo
- Scritto da: Dido Castelli, Margherita Oggero, Patrizia Fassio, Domenico Matteucci

### Trama
Renzo è molto preoccupato per il concorso, e ha portato il quadro del suo bisnonno ad una brava restauratrice, Matilde Ricci, da poco tempo divorziata dal dentista Alberto Taviani. Proprio la sera in cui Camilla dovrebbe andare a ritirare il quadro restaurato, la professoressa viene a sapere dal telegiornale che la restauratrice è stata assassinata nella propria villa, che veniva utilizzata sia come abitazione sia come luogo di lavoro. Camilla dunque chiede a Gaetano notizie del quadro, e il commissario le spiega che è stato colpito da un proiettile e quindi è sotto sequestro. La notizia del sequestro manda in crisi Renzo, che si sente perduto ed è convinto che l'assenza del quadro gli porti sfortuna: infatti, il concorso viene vinto da uno studio di architettura già raccomandato (nonostante la giuria avesse apprezzato le idee di Renzo) e i due assistenti dell'architetto Ferrero si licenziano per andare a lavorare proprio per il vincitore del concorso. Inoltre, Renzo ancora non ha accettato la presenza di Zuccotto in casa, e spesso va a dormire in studio per stare in solitudine.
Nel frattempo, il preside Mazzeo continua a corteggiare Susy senza rendersi conto che lei non ricambia il suo sentimento d'amore. La donna infatti, è fidanzata con Nico Tucci, il proprietario di un'agenzia matrimoniale, la cui segretaria è la giovane e attraente Sabrina. Il commissario Berardi e la sua squadra vanno a interrogare proprio il fidanzato di Susy, perché la vittima frequentava proprio la sua agenzia, ma proprio Susy fornisce un falso alibi al fidanzato, che viene inizialmente escluso dalle indagini. 
Intanto, Roberta inizia ad essere gelosa dell'amicizia tra Camilla e Gaetano, e per questo vorrebbe sposarsi il prima possibile. Francesca, sorella di Gaetano, si è sposata con un uomo che aveva avuto un figlio dal precedente matrimonio: il bambino si chiama Nino, è vivace e affettuoso, e considera tranquillamente Francesca la propria madre e Gaetano il proprio zio. Francesca affida Nino al commissario per qualche giorno, e la cosa non sembra piacere a Roberta. Invece, tra Gaetano e Nino nasce fin da subito un rapporto di affetto e di grande complicità. 
Nel corso delle indagini, emerge che l'agenzia matrimoniale non era altro che una truffa: Nico Tucci proponeva a delle ricche signore single delle serate galanti con un uomo di fiducia  - Michele Giannetti - che aveva il compito di intrattenerle e sedurle, nel mentre che Tucci andava a svaligiarne le case. La sera dell'omicidio di Matilde però, l'incontro non si era tenuto in quanto Giannetti aveva avuto un incidente in moto ed era ricoverato in ospedale. Inoltre, Camilla, indagando per proprio conto, intuisce che possa esserci qualcosa tra Sabrina e Taviani, in quanto i denti di Sabrina sono bianchissimi (e lo sbiancamento costava una cifra non indifferente) e inoltre la ragazza indossava degli stivali con lo stesso marchio di un orologio indossato da Taviani e notato da Camilla durante la propria seduta di sbiancamento dentale. Nel frattempo, Nico Tucci è scomparso e Camilla aiuta Susy a cercarlo, in quanto egli doveva restituirle dei soldi che lei gli aveva prestato. Le due donne pensano che Tucci sia a Fregene (in quanto il fuggitivo aveva mandato a Susy un'email da un internet point della località marittima romana) e si recano sul litorale, dove invece si imbattono in Gaetano e la sua squadra, alla ricerca di Sabrina, intercettata in una chiamata con Tucci in cui si parla di uno scambio di denaro annunciato. Il pedinamento di Sabrina porta le professoresse e la polizia alla villa di mare del dottor Taviani, il quale confessa la propria relazione con la segretaria di Tucci. A quel punto, irrompe Tucci, che minaccia con una pistola di uccidere Susy se non viene lasciato scappare, ma l'intervento di Mazzeo, che aveva segretamente seguito Susy, salva la professoressa e consente alla polizia di immobilizzare Tucci e di arrestare anche Sabrina e Taviani. In commissariato, viene fuori tutta la verità: Tucci doveva recarsi a casa di Matilde per rubarvi, ma aveva visto invece Sabrina uscire correndo agitata; una volta entrato in casa, aveva scoperto il cadavere di Matilde e così aveva iniziato a ricattare Sabrina, sospettando fortemente di lei. Infatti, Sabrina era entrata in casa di Matilde con un mazzo di chiavi in proprio possesso e voleva solo prendere un'agenda appartenente a Taviani: Matilde, che era rientrata in anticipo a causa dell'appuntamento saltato con Giannetti, aveva scoperto l'intrusa in casa e l'aveva minacciata con una pistola, ma a seguito di una colluttazione, ne era rimasta uccisa lei stessa; una sconvolta Sabrina aveva subito telefonato a Taviani per informarlo dell'omicidio non voluto. Gaetano a quel punto chiede quale fosse il contenuto dell'agenda, e Sabrina rivela che l'agenda conteneva la contabilità dei guadagni in nero di Taviani e che voleva recuperarla per timore che Matilde potesse ricattare l'ex marito dentista. Ottenuta la piena confessione dei tre, Gaetano ne dispone l'arresto. Susy viene definitivamente prosciolta - dopo essere stata severamente redarguita da Gaetano per aver fornito un alibi falso a un criminale - e deve cedere per riconoscenza all'invito a pranzo al ristorante da parte di un Mazzeo sempre più innamorato.
- Altri interpreti: Vincenzo Peluso (Nico Tucci), Edoardo Siravo (professor Alberto Taviani), Antonio Faa (Michele Giannetti), Caterina Misasi (Sabrina De Santis), Giorgia Mangiafesta (Francesca Berardi), Eugenio Marinelli (Cliente di Renzo), Raimondo Todaro (Alex Martinelli), Emanuele Ajello (Ivan), Rossa Caputo (Celeste Barzocchini).
- Ascolti Italia: telespettatori 5 295 000 – share 21,00%[2]

## La terza vittima
- Diretto da: Rossella Izzo
- Scritto da: Dido Castelli, Margherita Oggero, Anna Samueli

### Trama
A scuola arriva Filippo Del Giudice, il nuovo insegnante di educazione fisica. Susy è subito attratta da lui, ma Camilla le consiglia di non fermarsi alle apparenze. La piccola Livietta ha incominciato a praticare judo insieme all'amico Nino, nipote del commissario Berardi. Nino dovrà rimanere ancora per un po' a casa di Gaetano, e ciò infastidisce non poco Roberta, che vorrebbe che il suo fidanzato pensasse solo ai preparativi per il matrimonio. Camilla intanto incontra fuori da scuola Anna, una sua ex-allieva che ora gestisce un ristorante insieme con un'amica e che stava pubblicizzando il locale distribuendo volantini fuori dall'istituto Fibonacci. La professoressa decide così di andare a trovare Anna a pranzo il giorno stesso con Gaetano, e fuori dal ristorante incontra un ragazzo mentalmente ritardato che ripete in continuazione la parola "quantunque". Anna, che conosceva il ragazzo in quanto saltuario frequentatore del ristorante, le spiega che Quantunque (soprannome del ragazzo) non è una persona cattiva e che è semplicemente solo al mondo. Per questo motivo, Anna lo aiutava rifocillandolo in cambio di qualche lavoretto saltuario nel ristorante. 
Nel frattempo, la polizia è chiamata a indagare sull'efferato omicidio di una donna ultraquarantenne non ancora identificata. Il caso è molto complicato, in quanto l'assassino ha completamente sfigurato il volto della donna, e la situazione si complica quando poco tempo dopo anche Quantunque viene trovato morto e contestualmente un uomo che si era identificato come Quantunque aveva chiesto ad Anna di parlarle. Anna capisce di essere in pericolo. Nel frattempo la donna morta viene identificata (si chiamava Flora Torrielli e da tempo non era stata vista dai condòmini rientrare a casa) e si scopre che Quantunque l'aveva in più occasioni difesa dalle aggressioni di un uomo misterioso. Camilla, andando a trovare Anna al ristorante, nota che da un po' di tempo c'è un cliente abituale, un ingegnere informatico che si presenta come Giuseppe Verdi e che più volte prova a invitare Anna a casa propria per cena. Dopo un'iniziale esitazione, Anna accetta su spinta di Camilla l'invito a cena di Giuseppe Verdi, ma la polizia nel frattempo scopre non solo che l'uomo non si chiama Giuseppe Verdi - bensì Giovanni Di Carli - ma anche che questi era il figlio naturale della donna uccisa. A quel punto, Camilla capisce di aver messo seriamente in pericolo Anna e convince la polizia ad andare a casa di Di Carli, dove l'uomo, dopo aver inizialmente mostrato con orgoglio la cena preparata per Anna, si prepara a ucciderla confessandole che il nome Giuseppe Verdi è solo "in prestito" e accusandola ingiustamente di essere complice di Quantunque e di Flora. Poco prima che possa compiersi la tragedia, la polizia irrompe in casa di Di Carli e immobilizza l'uomo, che successivamente in commissariato confessa tutto. Egli aveva scoperto, dalla propria madre adottiva, di essere figlio naturale di Flora e aveva deciso di vendicarsi della donna in quanto si era sentito rifiutato; dopo aver trovato l'indirizzo di casa di Flora, aveva provato ad aggredirla ma era stato allontanato da Quantunque. Non dandosi per vinto, aveva seguito Flora la sera stessa e aveva scoperto che faceva la prostituta in periferia: dopo averla sequestrata a forza, l'aveva uccisa brutalmente a pugnalate. Timoroso che Quantunque potesse riconoscerlo e denunciarlo, Di Carli poco tempo dopo aveva ucciso anche Quantunque, e avrebbe fatto lo stesso anche con Anna - che era appunto la "terza vittima" designata - se non fosse intervenuta la polizia a fermarlo. A seguito degli avvenimenti, una spaventata Anna decide di cambiare vita e di iscriversi all'università, mentre Camilla rifiuta di ascoltare un cd regalatole da Renzo con le musiche del vero Giuseppe Verdi.
- Special Guest Star: Carlo Conti in un frammento video del quiz televisivo L'eredità.
- Altri interpreti: Federica Citarella (Anna), Vanni Materassi (Vito Ventrutti), Marco Bonini (Giovanni Di Carli alias Giuseppe Verdi), Adelmo Togliani (Quantunque), Serena Bennato (Rosa Cozzolino), Raimondo Todaro (Alex Martinelli), Gianluca Di Gennaro (Gigi Aiello).
- Ascolti Italia: telespettatori 5 548 000 – share 21,95%[3]

## Black light
- Diretto da: Rossella Izzo
- Scritto da: Dido Castelli, Margherita Oggero e Francesca Panzarella

### Trama
Uno degli allievi di Camilla, Edoardo Baldini, festeggia il suo compleanno in discoteca ed invita i suoi compagni di classe, alcuni insegnanti e il preside. Celeste, una delle compagne, decide di non partecipare a causa dei complessi sul suo aspetto fisico. Una cubista balla vestita da Catwoman, e sviene. Il proprietario della discoteca la soccorre immediatamente e chiama il 118, mentre Camilla le toglie la maschera per farla respirare: si scopre così che la cubista è l'avvocato Sara Barzocchini, la madre di Celeste. Pochi minuti dopo il festeggiato chiede aiuto perché ha trovato una ragazza morta nei bagni del locale dai quali ha visto un tipo sospetto uscire. Il cadavere è quello di Marzia Landi, la cubista titolare che avrebbe dovuto ballare quella sera al posto della Barzocchini.
Gaetano e la sua squadra arrivano sul posto e interrogano il proprietario del locale, che racconta di non conoscere Sara e che quest'ultima non lavorava per lui, ma era amica della ragazza assassinata. Inoltre da qualche tempo comparivano sui muri del suo locale delle scritte di odio contro le cubiste. Si pensa ad un maniaco: la ragazza che lavorava come cubista è stata strangolata, e la Barzocchini, che invece fa l'avvocato e non doveva trovarsi sul cubo, è in coma a causa dell'avvelenamento provocato dal veleno di un serpente raro. La pista del maniaco viene tuttavia scartata quando una sera viene smascherata l'autrice delle scritte intimidatorie, ossia una vecchia signora rancorosa verso le cubiste in quanto una di loro era stata la causa del proprio divorzio: la signora, seppur perseguibile per altri reati connessi alle scritte di minaccia, aveva un alibi per la notte dell'omicidio, e la polizia deve quindi indagare altrove. Grazie all'aiuto di Celeste, si scopre che Sara aveva assistito Marzia nella causa che quest'ultima aveva intentato contro Oscar Petrucci, proprietario di un'impresa edile in cui lavorava il padre di Marzia, morto a causa delle scarse misure di sicurezza adottate da Petrucci, ma tradito da un ex collega che aveva invece testimoniato in favore di Petrucci. 
Renzo intanto ha iniziato a lavorare con Passarelli, un suo ex compagno di liceo che ora gestisce una ditta di costruzioni. Andreina ha un incidente mentre balla con Amedeo, e viene ricoverata in ospedale.
Roberta non riesce ad andare d'accordo con Nino, che nel frattempo continua a frequentare l'amica Livietta. La professoressa Moretti è sempre più attratta dal professor Del Giudice, e ciò suscita la gelosia del preside Mazzeo, innamorato di Susy.
- Altri interpreti: Sara Ricci (Sara Barzocchini), Federica Bianco (Marzia Landi), Aldo Massasso (Amedeo), Rossa Caputo (Celeste Barzocchini), Gaetano Aronica (Oscar Petrucci), Carmen Onorati (Domenica Pinna), Giulio Pampiglione (Paolo Cremaschi), Marco Falaguasta (Sandro Carloni), Raimondo Todaro (Alex Martinelli), Gianluca Di Gennaro, (Gigi Aiello), Emanuele Ajello (Ivan), Matteo Liofredi, Alessio Puccio (Edoardo Baldini).
- Ascolti Italia: telespettatori 5 548 000 – share 21,93%[4]

## La signora dei cuoricini
- Diretto da: Rossella Izzo
- Scritto da: Dido Castelli, Margherita Oggero e Francesca Panzarella

### Trama
Camilla fa amicizia con un'antiquaria e gallerista cinese, Lili Wang, che le affida la piccola Jin, una sua connazionale che presenta come sua nipote. Quando poi la professoressa si reca nel negozio dell'amica per riportarle la bambina, trova l'antiquaria morta chiusa dentro un armadio. Telefona quindi a Gaetano che interviene insieme con la sua squadra: viene subito interrogata la sorella della vittima, che afferma che Jin non ha nessun legame di parentela con la sua famiglia. La polizia deve perciò scoprire anche da dove viene la bambina - che non parla italiano e la cui eccessiva paura del contatto fisico con gli altri fa subito capire che è stata vittima di violenza - e per quale motivo si trovasse con la donna uccisa. Poche ore dopo viene ritrovato il cadavere di Aldo Brega, un camionista italiano, e il delitto sembra essere collegato a quello dell'antiquaria, in quanto sul camion viene trovato un ciondolo cinese portafortuna uguale a quello che Jin porta sul collo e a quello che è appeso nel negozio della vedova di Brega nonché parrucchiera di fiducia di Lili. Jin è stata provvisoriamente affidata a Camilla, che per riuscire a comunicare con lei chiede l'aiuto di Valery Chong, una sua allieva cinese che vive da anni a Roma. La ragazza riesce a tradurre quello che dice Jin: la madre della bambina si trova in Cina e l'antiquaria era stata soprannominata la "signora dei cuoricini". In un momento di distrazione da parte di Camilla, uno sconosciuto cinese rapisce Jin e la porta via in una macchina di colore nero. Camilla vuole collaborare con Gaetano per risolvere i casi dei due omicidi e del rapimento, e la chiave per ritrovare Jin viene da Livietta, che aveva fatto uno scambio di giocattoli con Jin da cui aveva ricevuto un portachiavi con dei cuoricini: Camilla si ricorda del racconto di Jin sulla signora dei cuoricini e si reca con Gaetano nella tabaccheria in cui il portachiavi era stato acquistato. Grazie all'identikit fornito dal tabaccaio (che si ricordava della bambina e di Lili Wang), la polizia individua il rapitore di Jin e assassino di Lili, un uomo di origine cinese (cliente saltuario del bar tabacchi) che aveva portato via da un villaggio in Cina Jin e altri bambini per farli lavorare a Roma come schiavi in un laboratorio clandestino di sartoria. Un giorno in cui era rimasto a corto di sigarette, l'assassino di Lili aveva ordinato a Jin di andare a comprarle: di fronte al diniego del tabaccaio di vendere le sigarette alla bambina, era intervenuta Lili Wang, presente casualmente al bar. La gallerista aveva dato il proprio indirizzo a Jin promettendole di aiutarla, e Jin un giorno era riuscita a scappare dal laboratorio per andare da Lili. Nel momento in cui il rapitore di Jin si era accorto dell'assenza della bambina, era andato alla galleria di Lili per riprendersi Jin (che invece era a casa di Camilla), e le minacce di Lili di denunciare il laboratorio clandestino erano costate a quest'ultima la vita. Nel frattempo, Valery non ha più notizie dell'amica connazionale Qiu Pong e, temendo che sia in pericolo, chiede aiuto alla professoressa per andare a casa dell'amica. Il padre di Qiu si presenta alla porta dice che la figlia è andata in Cina, ma Camilla e Valery non credono a questa cosa. Infatti, si scopre che Qiu era l'amante del camionista ucciso: il padre di Qiu, una volta arrestato, confessa alla polizia che, una volta saputo della relazione clandestina della figlia con Brega, aveva assoldato lo stesso uomo che aveva ucciso Lili, per uccidere anche il camionista. In questa circostanza, viene fuori quindi che il padre di Qiu era il misterioso uomo potente che gestiva il traffico illegale di minori in cui era coinvolta Jin.
Intanto, Roberta, infastidita sempre di più dalla presenza di Nino a casa Berardi, decide di prendersi una pausa da Gaetano. Nino intuisce che il commissario è attratto da Camilla, e cerca di farglielo ammettere. Renzo si reca dal notaio e diventa ufficialmente socio di Passerelli: quando lo racconta a Camilla, quest'ultima esterna tutta la propria perplessità sul vecchio amico di Renzo. Inoltre l'architetto è sempre più geloso del fatto che il commissario Berardi, accompagnando e venendo a riprendere Nino a casa di Livietta, sia spesso troppo vicino a Camilla, e non sopporta più che persino Zuccotto pronunci spesso la parola "Gaetano". Le incomprensioni diventano sempre più forti e un pomeriggio Zuccotto rivela che il nuovo televisore di Renzo era caduto e si era rotto, nonostante Camilla avesse negato nei giorni precedenti: l'architetto, esasperato dalle mancanze e dalle bugie di Camilla, prende i propri vestiti e si trasferisce a dormire in studio, imponendo alla prof una "pausa di riflessione". Camilla è sconvolta e si ripromette di sistemare la faccenda.
- Special guest star: Elena Sofia Ricci e Gianna Paola Scaffidi in un frammento video della serie televisiva Orgoglio
- Altri interpreti: Sandra Collodel (Ines Brega), Selena Khoo (Qiu Pong), Jun Ichikawa (Valery Chong), Yoon C. Joyce (sig. Wadong), Wendi Huang (Lily Wong), Ronghua Zhang (Tiu Pong), Aldo Massasso (Amedeo), Gianluca Di Gennaro (Gigi Aiello), Matteo Liofredi.
- Ascolti Italia: telespettatori 5 726 000 – share 22,42%[5]
- Durante le indagini viene trovato un pacchetto di sigarette della marca Jack Norton, marca che nel mondo reale non esiste. Questo nome non è stato scelto a caso, bensì è lo stesso nome della linea di vestiti venduti nella fiction Rai Commesse, di cui Veronica Pivetti è stata una delle protagoniste insieme a Sabrina Ferilli e Nancy Brilli.

## Una sera troppo fredda
- Diretto da: Rossella Izzo
- Scritto da: Dido Castelli, Margherita Oggero e Francesca Panzarella

### Trama
Nel salotto dell'appartamento di una benestante famiglia romana viene ritrovato il cadavere di Danka Cojocaru, una bellissima ragazza ventiduenne rumena che lavorava lì come colf, morta sul colpo dopo aver sbattuto violentemente la testa sullo spigolo della base del camino. Il commissario Berardi inizia ad indagare: la ragazza aveva deciso di tornare in Romania perché non si trovava più bene in Italia, e nel letto della sua stanza viene ritrovato un capello di colore nero. La famiglia Bertani, che dava lavoro, vitto e alloggio alla ragazza, è composta da un padre sempre impegnato nel lavoro, da una madre affetta da crisi di nervi e dalla figlia Eva, studentessa all'università e fidanzata con Fabrizio Rolandi, un coetaneo facente parte di un'altra famiglia benestante in causa con la sua. Camilla, a scuola, entra in possesso di un DVD registrato proprio la notte prima dell'omicidio in una discoteca non lontanissima dal luogo del delitto: in questo video si vede un certo dj Sandokan, un artista emergente, litigare con Remo Nanucci, un uomo che ha precedenti per traffico di droga. Vengono inquadrati anche la vittima e Alex Martinelli, uno studente di Camilla che in passato era stato fidanzato con la colf. Il mistero si infittisce quando viene identificato il DNA del capello nero, e si scopre che appartiene ad Alex, il quale deve confessare, sia alla propria fidanzata che alla polizia, la propria presenza a casa Bertani per un momento di passione con Danka: quando Danka si era allontanata dalla stanza dopo aver sentito dei rumori, Alex si era chiuso a chiave per non essere scoperto e aveva sentito una voce maschile urlare a Danka di stare "zitta perché non è niente". Poco dopo, Alex era uscito dalla stanza e aveva visto il corpo di Danka senza vita, ma per paura di essere scoperto non aveva denunciato niente. Nella lista dei sospettati vi è anche Remo Nanucci, che nega di aver fatto del male alla ragazza uccisa, ma che comunque insospettisce la polizia che non lo crede del tutto estraneo ai fatti. A un certo punto, Alex viene quasi investito da un'auto pirata blu e salvato dall'intervento di Camilla: la polizia scopre che la vettura è intestata a Lorenzo Termine - il vero nome del dj Sandokan - che da alcuni giorni è scomparso, e il cui cadavere viene di lì a poco ritrovato nel Tevere, anche se la morte non era avvenuta per annegamento ma per overdose di alcol e droghe. Inoltre, Achille Bertani, il padre di Eva, denuncia alla polizia la scomparsa di un anello dall'alto valore economico e affettivo, e pensa che la moglie lo abbia rubato in preda a una crisi.
Intanto Renzo è deciso a continuare la pausa di riflessione con Camilla, e continua ad essere impegnato nel lavoro con Passarelli. Gaetano inizia a rendersi conto che se ama davvero Roberta non può più rimandare il matrimonio, e quindi le chiede di sposarla: lei accetta e viene così fissata la data. Roberta è felice ma vorrebbe che il suo fidanzato si occupasse dei preparativi insieme a lei, ma il commissario è troppo impegnato nelle indagini. Dopo numerosi alti e bassi, arriva finalmente il giorno delle nozze: in municipio, tra gli invitati di Gaetano sono presenti tutti i colleghi del commissariato e poi Camilla, Livietta e anche Andreina (Renzo invece è fuori Roma per un impegno lavorativo con Passarelli). Mentre l'ufficiale di Stato pronuncia la formula di rito per unire in matrimonio i due sposi, il telefono di Camilla squilla e la prof accidentalmente risponde alla chiamata: è un preoccupato Alex, che chiede l'intervento urgente della polizia in quanto ha visto Nanucci strattonare Eva e portarla a forza dentro casa Bertani. A quel punto Gaetano decide di interrompere la cerimonia e di correre con la propria squadra a casa Bertani, lasciando Roberta in lacrime per il matrimonio saltato. Nanucci viene immediatamente arrestato, ma non è lui l'assassino di Danka: infatti, in camera di Eva viene trovata della droga, probabilmente fornita dallo stesso Nanucci, e a quel punto i due fidanzati non hanno altra scelta che confessare tutto. La sera del delitto, Eva, convinta di avere tutta la casa libera, aveva invitato Fabrizio e Sandokan per un momento di sballo a base di alcol e cocaina, che il dj aveva acquistato da Nanucci: i due fidanzati a un certo punto erano usciti per comprare le sigarette e al ritorno in casa avevano trovato Sandokan morto. Mentre trascinavano il cadavere in salotto avvolto in un sacco a pelo, Danka era uscita dalla propria stanza e aveva colto sul fatto i due fidanzati: credendo che Sandokan fosse stato ucciso volontariamente da loro, Danka aveva minacciato di denunciarli e da lì era nata una violenta colluttazione finita tragicamente con la morte della giovane colf. A quel punto, Eva e Fabrizio avevano deciso di sbarazzarsi dapprima del cadavere di Sandokan (gettandolo nel Tevere) e in un secondo momento del corpo di Danka: l'imprevista presenza al pianerottolo della vicina di casa Bertani ha costretto i due fidanzati a cambiare i propri piani e a rinunciare all'occultamento del cadavere della colf. Successivamente, Nanucci, dopo aver appreso del ritrovamento del corpo di Sandokan, aveva collegato l'evento con l'omicidio di Danka e intuito la responsabilità di Eva e Fabrizio: era iniziata quindi una catena di ricatti, che aveva portato dapprima alla sparizione dell'anello di famiglia dei Bertani, e poi al tentativo di estorsione forzata di cui Alex era testimone. Una volta risolto il caso, Gaetano torna a casa e trova un messaggio scritto da Roberta in cui quest'ultima gli dichiara tutto il proprio odio e gli intima di sparire dalla sua vita: la relazione fra i due è definitivamente terminata.
- Altri interpreti: Alessio Puccio, Rodolfo Bigotti (Achille Bertani), Beatrice Luzzi (Stella De Leonardi in Bertani), Olga Shapoval (Danka), Giulia Lippi (Eva Bertani), Luca Marinelli (Fabrizio Rolandi), Raimondo Todaro (Alex Martinelli), Claudio Ammendola (agente della Scientifica), Gabriele Trentalance (Lorenzo Termine alias dj Sandokan), Francesco Giuffrida (Giacomo).
- Ascolti Italia: telespettatori 5 621 000 – share 21,44%[6]

## Per un pugno di mosche
- Diretto da: Rossella Izzo
- Scritto da: Dido Castelli, Margherita Oggero, Francesca Panzarella, Patrizia Fassio, Domenico Matteucci

### Trama
Camilla porta Potti dal veterinario, e lì incontra Massimo Salvati, un anziano signore, triste perché il proprio cane Argo sta per morire. Renzo, intanto, torna a casa con una grossa ferita sul collo, e Livietta lo aiuta a disinfettarsi. Camilla si accorge di avere erroneamente preso il tesserino sanitario di Argo, e quindi telefona al veterinario che le dà l'indirizzo del proprietario. Lei ci va e trova il cadavere del vecchio: sul posto è già intervenuta la squadra di Gaetano, che ha rinvenuto, fra i vari reperti, un bastone insanguinato appartenente a Salvati. Dalle indagini emerge che la vittima aveva soltanto una parente in vita, una giovane nipote che lavora in una clinica; inoltre Salvati andava spesso in un bar per giocare a carte con dei propri coetanei, anche se nessuno di loro era suo amico, perché tutti lo ritenevano un vecchio scontroso e antipatico. La vittima era anche rimasta l'unica persona che si era rifiutata di vendere il proprio terreno di campagna alla Edil Passarelli, la società per cui lavora Renzo. Alvaro Roncati, il gestore del bar frequentato della vittima, dichiara che il giorno del delitto, tra le quattro e le quattro e mezzo del pomeriggio, l'architetto Ferrero è venuto nel suo locale con il collo sanguinante, chiedendogli un cerotto. Renzo, già prima di quel giorno, aveva cercato più volte di convincere Salvati a vendere la sua proprietà alla Edil Passarelli, senza successo. Purtroppo, nonostante Gaetano e Camilla credano fortemente nell'innocenza di Renzo, il marito della professoressa è il principale sospettato, anche perché la polizia, tramite un confronto del DNA, scopre che la ferita sul collo di Renzo era stata inferta proprio da Salvati. Inoltre, Renzo sostiene di essere sì andato al bar di Roncati, ma un'ora prima rispetto a quanto dichiarato dal gestore, e l'unica persona che potrebbe dimostrarlo e fornire così un alibi a Renzo è Mirela Petric, una dipendente di Roncati, che si ricorda di un incidente sfiorato contro la macchina di Renzo in un orario compatibile con il momento della morte di Salvati: tuttavia, la giovane barista si reca in studio da Renzo per chiedergli settemila euro come "prezzo" per testimoniare. L'architetto la caccia in malo modo e, quando Passarelli si offre di pagarla al posto suo - non tanto per salvarlo dalla galera ma piuttosto per non far naufragare il progetto - Renzo lo diffida esplicitamente dal compiere questo atto, minacciandolo anche di denunciarlo. Il giorno successivo, mentre Renzo viene interrogato e racconta del quasi incidente con Mirela, quest'ultima si presenta spontaneamente in commissariato e con la propria testimonianza scagiona l'architetto. Renzo tuttavia, anziché essere sollevato della cosa, ne è turbato perché teme che la donna sia stata pagata da Passarelli: ottenuta la conferma della fondatezza dei propri sospetti, Renzo decide di troncare immediatamente i rapporti con il socio. Per altro, poco tempo dopo, anche la polizia scopre che Mirela era stata pagata, e questo fa perdere valore all'alibi di Renzo, che torna di nuovo nei guai. La chiave per la risoluzione del caso viene dal rinvenimento di una vincita di quattrocentomila euro avvenuta nel bar di Roncati qualche giorno prima, e la cui serie era stata giocata proprio da Salvati. Si apre così una nuova pista investigativa che porta all'identificazione del colpevole e al definitivo proscioglimento di Renzo, che ringrazia Camilla per l'aiuto e le chiede di terminare la pausa di riflessione.
Sul fronte della vita privata dei personaggi, Andreina è convinta che Amedeo, il suo secondo marito, abbia una relazione extra-coniugale (in quanto vede sul cellulare dell'uomo alcuni sms equivoci provenienti da un mittente sconosciuto di sesso femminile), e per questo viene a vivere temporaneamente a casa di sua figlia; mentre Camilla è impegnata nelle indagini, Andreina può occuparsi di Livietta. L'equivoco si svela alla fine della puntata: Amedeo si era mandato gli sms da solo, semplicemente per divertirsi a far ingelosire Andreina, che non esita a perdonarlo. Roberta ha deciso di lasciar perdere definitivamente Gaetano, perché ha capito che il commissario è perdutamente innamorato della professoressa, e decide di vendicarsi a modo proprio: approfittando dell'assenza di Camilla in casa, informa Renzo che sua moglie e Gaetano sono amanti, anche se ciò non è vero, e l'architetto, visibilmente turbato, decide di prorogare la pausa di riflessione da poco terminata.
- Altri interpreti: Francesca Antonelli (Amelia Roncati), Katiuscia Kopnina (Mirela Petrich), Laura Glavan (Anja Petrich), Veronica Gentili (Barbara Salvati), Giorgia Mangiafesta (Francesca Berardi), Roberto Pedicini (Alvaro Roncati), Arjuna Decaro (Arjuna Capitani), Carlo Reali (Carlo Manni), Claudio Ammendola (agente della Scientifica), Aldo Massasso (Amedeo), Gianluca Di Gennaro (Gigi Aiello), Raimondo Todaro (Alex Martinelli).
- Curiosità: Arjuna Decaro nella realtà è il figlio di Enzo Decaro che nella serie recita il marito della professoressa Baudino, Renzo Ferrero.
- Ascolti Italia: telespettatori 5 898 000 – share 22,01%[7]

## La prof della prof
- Diretto da: Rossella Izzo
- Scritto da: Dido Castelli, Margherita Oggero, Francesca Panzarella

### Trama
Renzo è profondamente turbato dopo che Roberta gli ha detto che sua moglie e il commissario Berardi sono amanti. Continua a dormire nello studio e inizia anche a pedinare Camilla: scopre quindi che la professoressa ha l'abitudine di bere quasi tutti i giorni un vermouth insieme a Gaetano in un bar non molto lontano dalla scuola. Durante il pedinamento, l'architetto vede che Camilla entra in un palazzo in cui lui non è mai stato: va a leggere i nomi sul citofono, e tra questi c'è quello di Gaetano Berardi: il tradimento sembra ormai palese. In realtà le cose non sono come sembrano: Camilla è andata lì per convincere il commissario a non archiviare un caso.
Qualche giorno prima, infatti, la professoressa uscita di casa, aveva trovato il proprio Maggiolino con un fanalino rotto: il responsabile le ha lasciato un biglietto con il suo recapito per poterla risarcire. Camilla contatta questa persona e scopre che si tratta di Martina Maselli, la sua ex-insegnante del liceo: le due donne non si vedevano da molto tempo ma subito vanno d'accordo e si ripromettono di non perdersi più di vista; inoltre, Camilla esterna tutta la propria ammirazione per l'ex professoressa definendola un modello di onestà. Martina ora vive a Roma, in appartamento con una finestra che affaccia proprio sulla strada del bar di Mario. È proprio in questa strada che le due si salutano: Martina torna a casa sua, e Camilla invece va al bar, dove Gaetano la sta aspettando per il solito vermouth. Il commissario le racconta che, da quando il nipote Nino è tornato a casa sua, lui sente la sua mancanza, e soprattutto sente il bisogno di diventare padre, ma al momento questo non è possibile perché non è sposato e non ha nemmeno una fidanzata. Gaetano, continuando a tacere sui suoi veri sentimenti nei confronti di Camilla, le dice anche che sta per partire per una vacanza in montagna. A questo punto Camilla vede la Maselli agitarsi alla finestra, urlare e cadere di sotto subito dopo. Il commissario chiama immediatamente il 118, ma non c'è nulla da fare: la professoressa Maselli è morta. Sul posto intervengono Torre e gli altri. Il medico legale ipotizza che si possa trattare di un suicidio, ma Camilla non ci crede: Martina infatti era fiera della sua onestà e contenta della sua vita, e quindi non aveva nessun motivo per suicidarsi. Uno dei principali sospettati è il marito della vittima, il professor Rambaldi, in quanto era stato lasciato da Martina e aveva bisogno del consenso di Martina per vendere una villa sul litorale romano di cui i due erano comproprietari (consenso che gli era stato negato). Al funerale della professoressa Maselli partecipano alcuni ex-compagni di classe di Camilla, tutti addolorati per la morte della loro ex-insegnante. Camilla organizza una rimpatriata, e cerca anche di sapere se ultimamente la Maselli frequentava qualcuno di loro, ma nessuno sembra avere sufficienti informazioni su di lei, a eccezione dell'antiquario Luca Bagnasco, che, dopo aver raccontato di aver avuto Martina come cliente casuale, invita anche Camilla a visitare il suo negozio. La sera stessa della rimpatriata, Renzo riceve una lettera di Roberta in cui quest'ultima rivela che la storia della tresca fra Camilla e Gaetano era solo una menzogna: pentitosi per l'eccessiva gelosia e mancanza di fiducia verso Camilla, decide di tornare a casa e di riconciliarsi definitivamente con la moglie. A scuola, intanto, il preside Mazzeo ha cambiato look seguendo i suggerimenti di Del Giudice: Susy inizia a ricambiare il sentimento che Mazzeo prova per lei, e una sera si reca da Camilla per confessarle di aver baciato il preside e di esserne felice. Camilla va a trovare Luca Bagnasco al negozio di antiquariato, e Luca le racconta che Martina, durante un convegno sull'arte etrusca, aveva accusato di plagio Arturo Salerno, un collega che le aveva rubato le idee per la pubblicazione di un saggio: la prof, ipotizzando una nuova pista investigativa, chiede a Gaetano di raggiungerla al negozio, ma mentre il commissario è imbottigliato nel traffico, due malviventi fanno irruzione e aggrediscono Camilla e Luca per quella che sembra una spedizione punitiva per il mancato pagamento del pizzo; nel frattempo, Arturo Salerno, dopo essere stato interrogato, viene scagionato grazie a un alibi ferreo e anzi racconta che in occasione del convegno, era stato aggredito con un pugno da un uomo che accompagnava la Maselli ma che non era il marito della vittima. I due malviventi successivamente vengono arrestati nel tentativo di porre un'altra spedizione punitiva, e, sotto pressione della polizia, confessano che non volevano estorcere alcun pizzo, ma che erano stati ingaggiati come sicari da un cliente di Bagnasco per vendicarsi dell'antiquario, che aveva venduto due vasi etruschi falsi. Si scopre poi che Luca era l'accompagnatore di Martina alla conferenza nonché suo amante, e a quel punto viene fuori la verità: Martina, in quanto esperta di arte etrusca, aveva accettato per amore di Luca di firmargli un falso certificato di autenticità per due vasi etruschi che Luca doveva vendere a un ricco cliente; dopo aver incontrato Camilla però, Martina aveva deciso di tornare a essere la persona onesta di un tempo e voleva quindi tirarsi indietro. Luca, per non far saltare l'affare, aveva deciso di buttare dalla finestra Martina per prendersi il falso certificato di autenticità e vendere i due vasi, che erano poi comunque stati riconosciuti come falsi; a quel punto Luca aveva ricevuto la visita dei due scagnozzi del cliente, che gli avevano concesso ventiquattro ore per restituire i soldi dei vasi, richiesta inesaudibile poiché Luca aveva già speso i soldi per acquistare un'auto di lusso.
Il caso è risolto, e a scuola Susy e Mazzeo decidono finalmente di rendere pubblico il proprio fidanzamento. Gaetano, dopo aver avuto una forte allergia seguita da un'influenza con la febbre a 40°C, decide di dimenticarsi di Camilla perché stanco di amare una donna che non può avere. Infine, Renzo torna a casa con un'importante novità: è stato ingaggiato come architetto per progettare un innovativo parco divertimenti a Barcellona, lasciando presagire che la famiglia presto si sarebbe trasferita là.
- Guest star: Mita Medici (Martina Maselli)
- Altri interpreti: Nicola Farron (Luca Bagnasco), Francesco Bonelli (Paolo), Giorgio Ginex (Ernesto), Monica Dugo (Viola), Donatella Pompadour (Lucilla Bagnasco), Maria Letizia Gorga (Ludovica), Rodolfo Bianchi (professor Rambaldi), Antonio Pennarella (Antonino Esposito), Myriam Catania (Giulia), Emanuele Ajello (Ivan), Gianluca Di Gennaro (Gigi Aiello), Raimondo Todaro (Alex Martinelli), Francesco Giuffrida, Matteo Liofredi (Matteo), Rossa Caputo (Celeste Barzocchini).
- Ascolti Italia: telespettatori 6 308 000 – share 23,55%[8]